# Nerve Net
Nerve Net è un album discografico del musicista e polistrumentista britannico Brian Eno, pubblicato nel 1992.

## Tracce
1. Fractal Zoom – 6:24
2. Wire Shock – 5:27
3. What Actually Happened? – 4:41
4. Pierre in Mist – 3:47
5. My Squelchy Life – 4:02
6. Juju Space Jazz – 4:26
7. The Roil, the Choke – 5:00
8. Ali Click – 4:13
9. Distributed Being – 6:10
10. Web – 6:21
11. Web (Lascaux Mix) – 9:44
12. Decentre – 3:26